# Август I (Брауншвайг-Люнебург)
Август Стари (на немски: August der Ältere; * 1568; † 1636, Целе) от род Велфи (Нов Дом Люнебург), е херцог на Брауншвайг-Люнебург от 1610 до 1636 г. епископ на Ратцебург и княз на княжество Люнебург от 1633 до 1636 г.
Той е син на херцог Вилхелм Млади и съпругата му Доротея Датска (1546–1617). Наследява през 1633 г. брат си Христиан (1566 – 1633).